# Godardia eurinome
Godardia eurinome är en fjärilsart som beskrevs av Pieter Cramer 1775/76. Godardia eurinome ingår i släktet Godardia och familjen praktfjärilar. Inga underarter finns listade i Catalogue of Life.